# Kwonkan silvestris
Espèce
Kwonkan silvestris est une espèce d'araignées mygalomorphes de la famille des Anamidae.

## Distribution
Cette espèce est endémique du Goldfields-Esperance en Australie-Occidentale,. Elle se rencontre vers Juranda, Norseman, Balladonia et les monts Fraser.

## Description
La carapace du mâle holotype mesure 5,7 mm de long sur 5,0 mm et la carapace de la femelle paratype mesure 5,2 mm de long sur 4,3 mm.

## Publication originale
- Main, 1983 : Further studies on the systematics of Australian Diplurinae (Chelicerata: Mygalomorphae: Dipluridae): two new genera from south western Australia. Journal of Natural History, vol. 17, no 6, p. 923-949.